# Asesinato de Manuel Pardo
El asesinato de Manuel Pardo y Lavalle sucedió el 16 de noviembre de 1878, cuando ejercía la presidencia del Senado del Perú. El magnicida fue un sargento de la guardia de honor del Congreso, Melchor Montoya, que se había unido a un complot con otros colegas suyos, en venganza, según adujo, por un proyecto de ley que impedía el ascenso a los clases o rangos menores del ejército (cabos y sargentos), que aparentemente era promovido por Pardo. Sin embargo, muchos creyeron que se trató de una conspiración de mayor alcance, detrás de la cual habrían estado los enemigos políticos de Pardo, entre ellos Nicolás de Piérola. Hechas las investigaciones, no se pudo probar esta conexión, ni con ningún otro político importante. El mismo Montoya reconoció haber actuado de manera personal. Fue juzgado en el fuero civil, condenado a muerte y fusilado en 1880. El resto de los sargentos implicados fueron condenados a la pena de prisión de quince años cada uno.

## Antecedentes

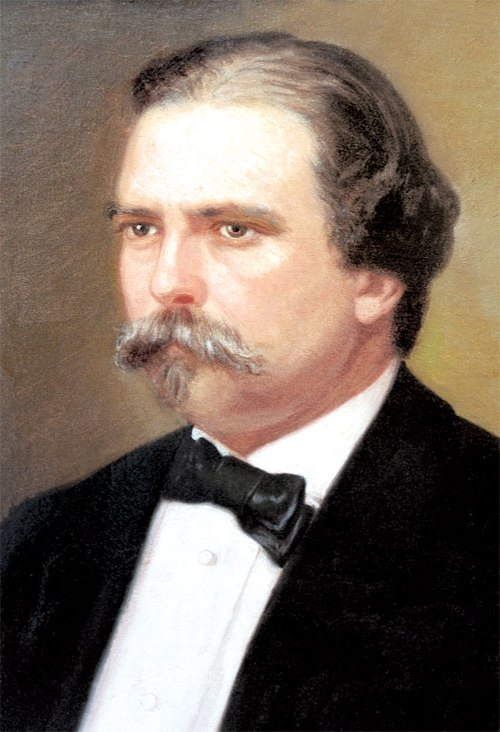
Manuel Pardo y Lavalle, presidente del Perú de 1872 a 1876, y presidente del Senado en 1878.

Manuel Pardo y Lavalle, fundador del Partido Civil fue presidente del Perú de 1872 a 1876. Durante su gestión, la crisis económica iniciada en el gobierno de su antecesor José Balta, se agravó y condujo al país a la bancarrota. Se descuidó también la defensa nacional, mientras que Chile se armaba para desatar la guerra contra el Perú y Bolivia.
Debido a la penosa situación del país, arreciaron las críticas hacia el gobierno de Pardo y surgieron conspiraciones y alzamientos. Uno de los líderes opositores fue Nicolás de Piérola, el exministro de Hacienda de Balta, que encabezó una intentona golpista en 1874, conocida como la Expedición del Talismán.
La crispación política llegó al extremo de que el semanario La Mascarada publicara el 15 de agosto de 1874 una caricatura donde se representaba al presidente Pardo, en el papel de Julio César, entrando al Senado, mientras que un personaje anónimo, en el papel de Bruto, estaba alerta para darle la estocada homicida.

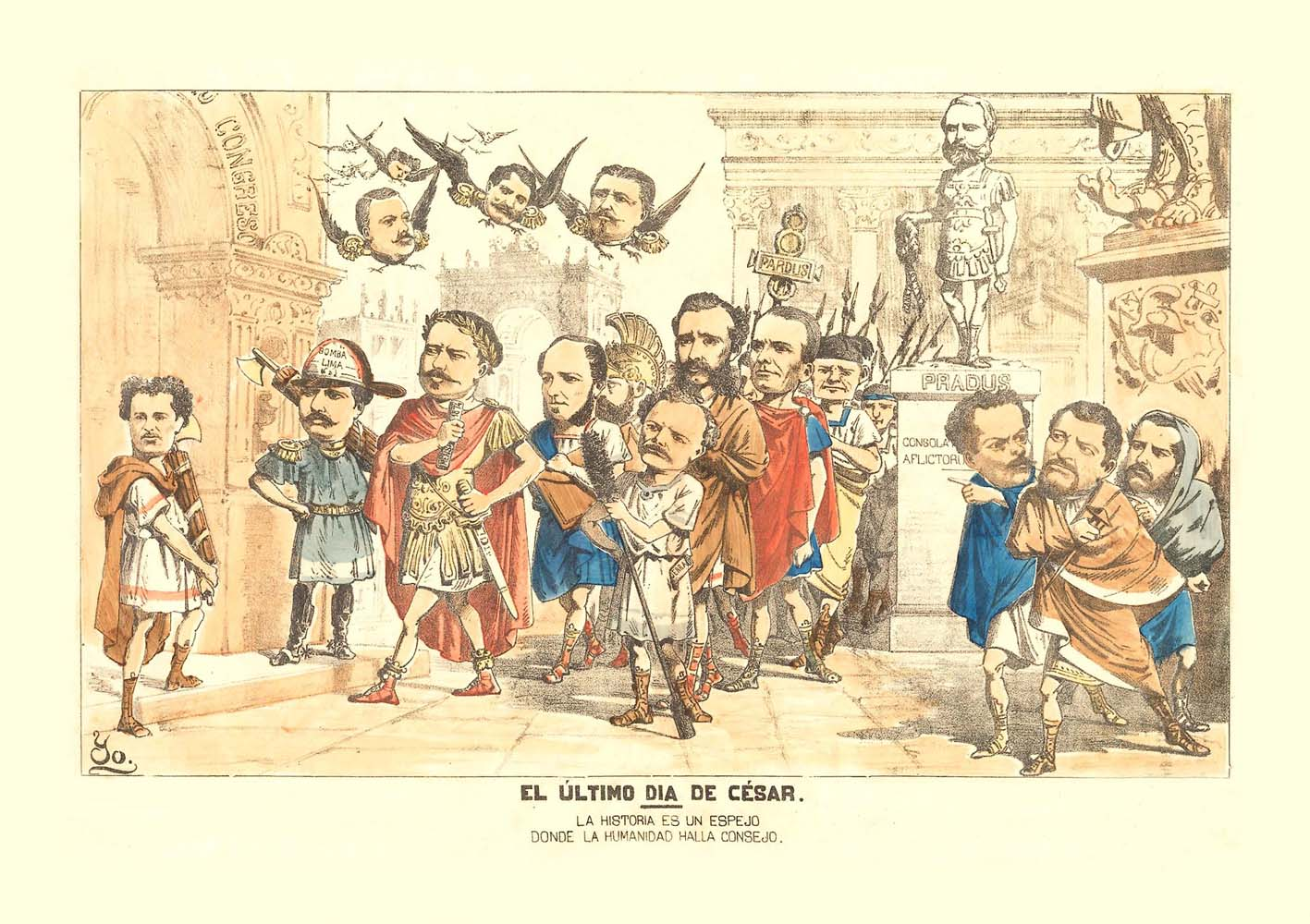
Caricatura del semanario La Mascarada de 1874, que vaticinaba el asesinato de Pardo en la entrada del Senado. Pardo, en el papel de Julio César, ingresa al Senado, mientras que un émulo de Bruto acecha para darle la estocada mortal.

La caricatura fue premonitoria, pues una semana después, Pardo fue víctima del primer atentado contra su vida. Fue cuando un capitán del ejército (retirado) llamado Juan Boza, en plena calle disparó sobre el mandatario varios tiros de revólver, sin que ninguno diera en el blanco. El mismo Pardo hizo frente a su agresor, gritándole «asesino» e «infame» y desviando con su bastón el arma de fuego (22 de agosto de 1874). Como consecuencia de ello, el editor de La Mascarada y el caricaturista fueron encarcelados, acusados de incitar a la rebelión y al homicidio. Pero la acusación judicial no prosperó. El semanario dejó de editarse.
Pardo concluyó su gobierno en 1876, entregando el poder a su sucesor elegido, el general Mariano Ignacio Prado. Al ser involucrado en el motín de la guarnición del Callao del 4 de junio de 1877, se refugió en la legación de Francia, para luego partir exiliado a Chile. En ausencia, fue elegido senador por Junín ante el Congreso Nacional, en las elecciones para la renovación de los tercios parlamentarios de 1877, en donde su partido triunfó ampliamente, en ambas cámaras, siendo él mismo elegido para ocupar la presidencia del Senado. Pese a que su esposa y algunos amigos en Chile le aconsejaron no volver el Perú, Pardo decidió emprender el viaje, arribando al Callao el 2 de septiembre de 1878.
La vuelta de Pardo al Perú produjo revuelo; se repartieron volantes anónimos donde se incitaba al pueblo a atentar contra su persona. Se temía que podía causar una confrontación con el gobierno. Pero Pardo se reconcilió con el presidente Prado, que le recibió en Palacio de Gobierno.

## El asesinato

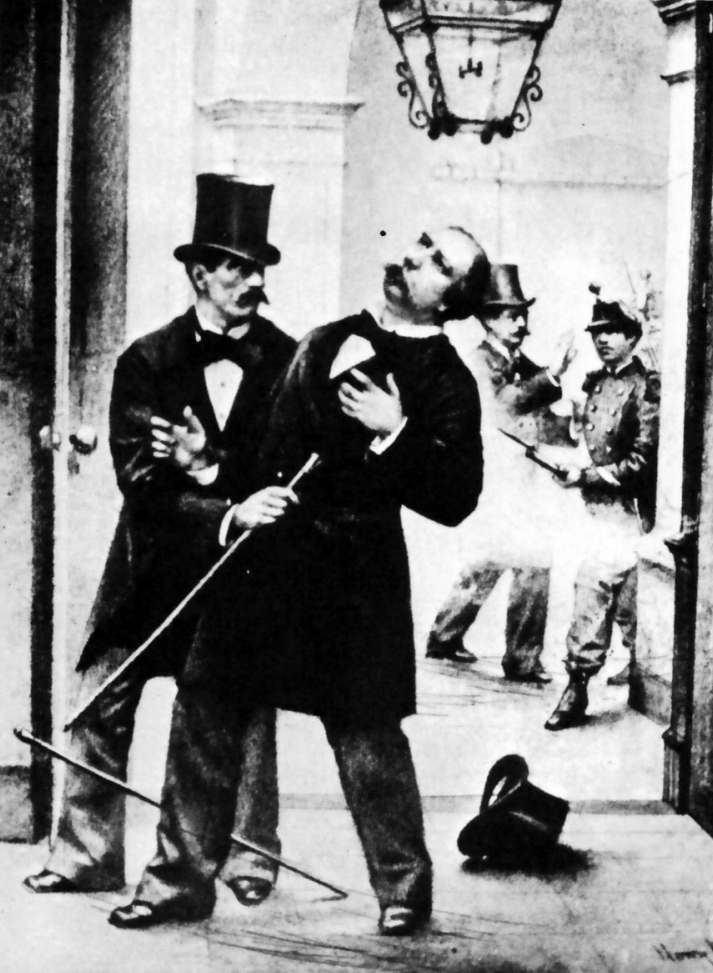
Dibujo del que ilustra el momento en que Melchor Montoya dispara fatalmente a Manuel Pardo y Lavalle.

Dos días antes de su asesinato, el 14 de noviembre de 1878, Pardo pronunció en el Senado un discurso en apoyo a un proyecto de ley de tipo tributario. Al día siguiente volvió a ocuparse del mismo asunto. Esos discursos debían publicarse en El Comercio, por lo que Pardo fue en la mañana del día 16, el día fatal, a la imprenta del diario para revisar las pruebas del texto. Estuvo realizando esa labor hasta las dos de la tarde, cuando se dirigió en coche hacia la puerta del Senado (que en ese entonces se hallaba en el actual local del Museo de la Inquisición, frente a la Plaza Bolívar). Lo acompañaban sus amigos Manuel María Rivas y Adán Melgar.
Al momento de ingresar al recinto del Senado, Pardo recibió los honores de ordenanza de parte de la guardia de honor, integrada por miembros del batallón Pichincha. Pardo hizo cesar los honores con un gesto y luego ingresó al primer patio del Congreso. Apenas había avanzado unos seis a ocho pasos de la entrada, cuando de pronto, uno de los integrantes de la guardia, el sargento Melchor Montoya, le disparó por la espalda con su fusil Comblain, gritando «¡Viva el pueblo!». La bala rozó la mano izquierda de Rivas, penetró en el pulmón izquierdo de Pardo y salió a la altura de la clavícula.
Mientras que Pardo, desfalleciente, era sostenido en brazos por Rivas, Melgar se lanzó en persecución del asesino, que huyó hacia la Plaza de la Inquisición, siendo finalmente apresado por el sargento de gendarmes Juan José Bellodas. En todo ese lapso, los guardias del batallón Pichincha, es decir, los colegas de Montoya, permanecieron impasibles.
Otro sargento del batallón Pichincha, Armando Garay, que estaba de guardia en el recinto de la Cámara de Diputados, al ver que apresaban a Montoya, hizo tiros hacia la calle, pero terminó a su vez apresado. Después se supo que era uno de los complotados con Montoya.
Mientras tanto, Pardo, gravemente herido, fue llevado al segundo patio del Senado, donde se le recostó sobre las baldosas de mármol. En unos instantes, llegaron un grupo de médicos, pero sus esfuerzos fueron estériles, pues la herida de Pardo era mortal; la hemorragia estaba casi generalizada. Su hijo primogénito, Felipe Pardo y Barreda, avisado del suceso, acudió al Senado acompañado por un grupo de civilistas o miembros del Partido Civil. A la esposa de Manuel Pardo, Mariana Barreda de Pardo, se le impidió que se acercara a su marido, para evitar que se impactara con la escena de sangre.
Pardo, agonizante, preguntó quién había sido el tirador. Al saber que se trataba de un sargento de la guardia, dijo «perdono a todos»; también llegó a decir «mi familia», «debo mucho», «me ahogo», «un confesor». Un religioso de la congregación del Oratorio le prestó los últimos auxilios espirituales.
A las tres de la tarde, Pardo expiró. Los médicos realizaron en la sala de sesiones del Senado una necropsia médico-legal, una de las primeras que se realizó en Lima.
El presidente Mariano Ignacio Prado, al enterarse de lo ocurrido, salió a pie de Palacio de Gobierno y tomó luego un coche de alquiler para llegar más rápido al Senado. Al llegar, gritó: «¡Vergüenza!», y luego de inquirir por el asesino, preguntó: «¿Y por qué todavía vive ese miserable?». Ordenó que se pusiera a Montoya bajo rigurosa vigilancia, que se disolviera el batallón Pichincha y que las tropas cerraran los accesos a la Plaza de Armas y a la Plaza Bolívar.

## Sospechas hacia el pierolismo
Es seguro que el gobierno de entonces no tuvo nada que ver con el magnicidio. La ira del presidente Prado al saber la noticia del execrable crimen fue indudablemente sincera. No había en ese momento ninguna enemistad entre ambos. 
Inicialmente, se quiso involucrar como autores intelectuales del crimen a Nicolás de Piérola y a sus seguidores, que eran lo más conocidos enemigos políticos de Manuel Pardo y del partido civil. En ese momento, Piérola se hallaba en Europa, luego de una intentona golpista contra Prado. En Lima se hallaba su esposa Jesús Itúrbide de Piérola, que fue detenida y conducida a la prefectura. Luego de una investigación, quedó demostrada su inocencia y fue puesta en libertad. Tampoco se pudo encontrar conexión alguna entre Piérola y los sargentos del batallón Pichincha.

## Entierro de Pardo
El gobierno decretó duelo nacional el día 17 de noviembre de 1878 y rindió a Pardo honores de presidente de la República. Sus exequias se realizaron en la catedral de Lima, pronunciando la oración fúnebre el monseñor José Antonio Roca y Boloña, amigo y compañero de colegio de Pardo, quien resaltó su gesto cristiano de perdonar a su victimario en el momento de su agonía. Toda la prensa de Lima elogió también al exmandatario, resaltando sus cualidades de hombre público y privado.
Pardo fue enterrado en el Mausoleo Privado de la Familia Pardo en el Cementerio General de Lima.

## Proceso de Melchor Montoya y sus cómplices

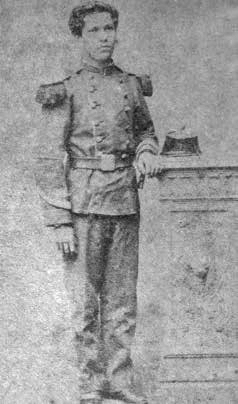
El sargento Melchor Montoya. Fotografía de una tarjeta de visita, estudio Courret.

En el juicio seguido ante la instancia civil, se determinó que el sargento Melchor Montoya, joven de 22 años, había planeado el crimen con otros tres sargentos del batallón Pichincha, cuyos nombres eran Elías Álvarez, Armando Garay y Alfredo Decourt. La estrategia que habían planeado era que Montoya se encargara de la guardia del Senado, Garay de la Cámara de Diputados, Decourt de su cuartel y Álvarez de la Caja del Cuerpo. Una vez victimado Pardo, el siguiente paso del plan era salir a las calles con las tropas, armar barricadas y esperar el apoyo del pueblo. Urdieron pues, con todo detalle el asesinato, tal como ellos mismos confesaron.
También se involucró en la conspiración a un sastre llamado Manuel Poytia, tío de Montoya; se le sindicó como el instigador del crimen, y se dijo que en su tienda se habían reunido los sargentos para tramar el complot. Estos realizaron otras reuniones en las chacras aledañas a su cuartel. Interrogado, Poytia dio a entender que había políticos importantes detrás del crimen; él fue quien mencionó a la esposa de Piérola. Pero nada se pudo comprobar al respecto.
Otro implicado en la conspiración fue un cabo del batallón Pichincha, Antenor Gómez Sánchez, de dieciocho años de edad.
El motivo que arguyó Montoya para cometer el crimen fue que en el Congreso se discutía una ley sobre ascensos, la cual impedía ascender a los clases (cabos y sargentos) que no hubieran pasado por la escuela militar; esto hubiera impedido que Montoya y sus compañeros ascendieran a la clase de oficial, con lo que sus carreras militares quedarían truncadas. Por ese motivo planearon el asesinato del presidente del Senado, a quien consideraban autor del proyecto. Debió también influir en los ánimos de todos ellos la propaganda hostil que existía entonces contra Pardo y su partido, especialmente a través de un sector de la prensa. Uno de esos periódicos era La Patria, vocero del pierolismo.
Después de dos años de proceso, se dio la sentencia definitiva, que fue la pena capital para Montoya, y la pena de penitenciaría en tercer grado (quince años) para el resto de los sargentos implicados y para Poytia. A Gómez Sánchez se le impuso una pena similar pero menor en un tercio, en consideración a su edad.
Montoya fue fusilado el 22 de septiembre de 1880, a las cinco de la madrugada, en la plazuela del Ángel, frente a la puerta principal del Cementerio Presbítero Maestro. Por entonces gobernaba Nicolás de Piérola como dictador, en los días aciagos de la guerra con Chile.

## Consecuencias

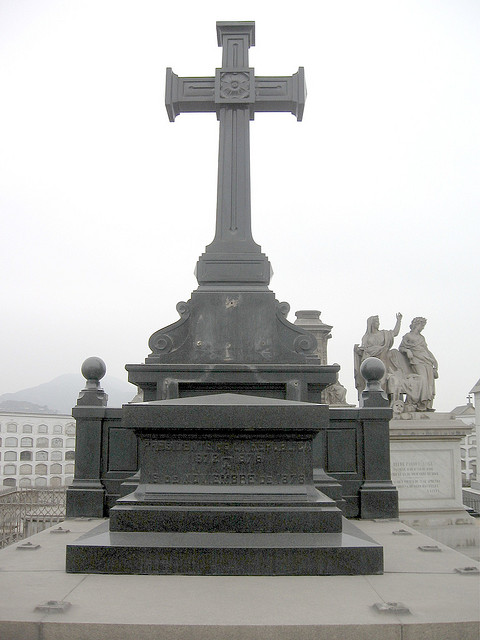
Mausoleo Privado de la Familia Pardo en el Cementerio General de Lima.

La muerte de Pardo provocó sorpresa, indignación, cólera y desesperación en todo el país. Además, dejó sin cabeza al Partido Civil, que tardaría algún tiempo en volver a ser una fuerza política importante. Pero muchos consideraron que era toda la nación que perdía a un gran líder, del que se esperaba que fuera nuevamente candidato a la presidencia en las elecciones de 1880, y cuyo triunfo se daba por descontado. Como si esto fuera poco, solo meses después estallaría la guerra con Chile, momento crítico en que haría falta en el Perú la experiencia política de un estadista como Pardo.
Un observador neutral, como el historiador italiano Tomás Caivano, escribió al respecto:

El asesinato de Manuel Pardo, podemos decirlo con toda seguridad, sobre todo en consideración a las circunstancias y el momento en que tuvo lugar, fue algo más que el asesinato de un hombre: fue el asesinato del Perú.

El mismo Caivano y otros autores consideraban que Pardo habría evitado el estallido de la Guerra del Pacífico, o que, bajo su mando, el Perú habría obtenido otro resultado. Todo lo cual es meramente especulativo. En todo caso, es notorio el hecho que el Perú perdió a su estadista más importante, justo en vísperas de la guerra más desastrosa de su historia republicana.
Su actuación pública, recta aunque discutida, su ilustración intelectual y las circunstancias de su muerte, convirtieron a Manuel Pardo y Lavalle rápidamente en una suerte de mártir civil. Contradictoriamente, su partido, a la larga, se robusteció con su desaparición, pues al carecer de un caudillo, pasó a tener una dirigencia colegiada; de esta forma el Partido Civil se convirtió en la única agrupación política no caudillista en la historia del Perú y llegó a tener hegemonía política durante las dos primeras décadas del siglo XX.